# إنغليش أم فتز أم بيرسي (بريزون بريك)
«إنغليش أم فتز أم بيرسي» (بالإنجليزية: English, Fitz or Percy)‏ هي الحلقة الخامسة من المسلسل التلفزيوني بريزون بريك. بُثّت الحلقة في 19 سبتمبر 2005 في الولايات المتحدة. أخرج الحلقة راندل زسك وكتبها زاك إسترن. تستهدف «إنغليش أم فتز أم بيرسي» جزءًا آخرًا من خطة مايكل سكوفيلد للهرب، وهي أي شارع محيط بالمستوصف سيسلكونه من بين إنغليش وفتز وبيرسي. أيضا تنعطف قضية إعدام لينكلون بوروز منعطفا آخرا، حيث يقوم العميلان بول وهيل بابتزاز المأمور بوب لنقل مايكل خارج إصلاحية نهر فوكس.

## القصة
يخبر مايكل سكوفيلد الفريق -الذي يتكون إلى الآن من جون أبروزي ولينكون بوروز وفرناندو سوكري- بأن عليهم اختيار واحد من الشوارع المحيطة بالمستوصف وهي إنغليش وفتز وبيرسي، وهذه الأسماء الثالثة مكتوبة على وشم ساعده. في هذه الأثناء، يقابل عميلا المباحث بول وهيل المأمور بوب طالبين نقل مايكل سكوفيلد. يرفض بوب الطلب، لكن العميل يواصل ابتزازه مهددا بفضح القضية التي واجهها في توليدو لزوجته. يعود مايكل إلى زنزانته واجدا بوب الذي يخبره أن سلطات عليا تريد نقله خارج إصلاحية نهر فوكس. يعزم مايكل على أخذ نصيحة تشارلز ويستمورلاند -بصفته أقدم سجين في الإصلاحية- حول تعطيل النقل، فينصحه بأن يكتب رسالة إلى بوب وأن يذكر أنه مصاب بالتهاب الجيوب الأنفية، لأن ذلك سيعطل النقل على الأقل لشهر ريثما يتم البت فيه. لكن بول وهيل يواصلان ابتزاز بول، ويأمرانه بأن يرمي الرسالة التي أرسلها مايكل، فيفعل بوب ذلك. يواصل نيك سافرين وفيرونيكا دونوفان التحقيقات ويحاولان إيجاد أسباب قانونية لتبرئة لينكون. يعرضان الشريط الذي يحتوي حادث القتل على أحد الخبراء، فيخبرهما أن صوت إطلاق النار مركب، لكنه بحاجة إلى الشريط الأصل ليشهد أمام المحكمة. يعودان ليأخذا الشريط الأصل فيجدان المخزن مدمرًا بسبب «حادث تهريب» نتج عن انكسار إحدى الأنابيب. عندما يعودان إلى شقة فيرونيكا، يكتشفان أن الشريط سرق، فتشك فيرونيكا بتورط نيك في ذلك.
يطلب مايكل من جون نسخة من مفتاح مكتب المأمور بوب. يحصل جون على نسخة المفتاح بعد أن تمكن أحد رفاقه من طبع المفتاح على قطعة فلين ثم إذابة قطعة بلاستيكية على القالب حتى تجف. في الليل، أخبر مايكل المأمور بوب بينما كان يبني نموذج تاج محل بأن البناء سوف ينهار إذا لم يبقَ هناك ممسكا إحدى القطع حتى يجف الغراء. يغادر بوب مكتبه فيغادر مايكل فورا مستخدما نسخته من المفتاح عبر البوابة الخلفية متجها إلى السطح. لاحظ براد بيليك فقد مايكل أثناء عد السجناء، فيبلغ السلطات بوجود هارب فتحاصر سيارات الشرطة المكان، لكن هذا كله كان من تخطيط مايكل. يلاحظ مايكل من السطح أن شارع فتز خالي من سيارات الشرطة، فيعزم على أن يسلكوه عند الهرب. يعود مايكل إلى مكتب المأمور قبل لحظات من دخول بيليك، فيجده ممسكا بالقطعة منتظرا جفافها، لم يشك أحد أنه كان هناك طوال المدة السابقة. لكن المأمور بوب يخبر مايكل بأنه سوف ينقل، فيصاب مايكل بالفزع. في الصباح التالي، وبينما كان مايكل على وشك أن يُنقل، يقرر بوب إلغاء النقل. ويعترف لزوجته بالقضية قبل أن يخبرها العميل بول.

## وصلات خارجية
- إنغليش أم فتز أم بيرسي على موقع IMDb (الإنجليزية)
- إنغليش أم فتز أم بيرسي على موقع ميتاكريتيك (الإنجليزية)

- الملخص الرسمي للحلقة الخامسة من الموسم الأول من قناة فوكس